# 地域邪灵
地域邪灵指的是掌管某个地区的魔鬼邪灵，是基督新教五旬节运动、灵恩运动和现世国度神学的一个信仰概念。地域邪灵的存在，对于上述基督教运动而言，是属灵战役里重要的一环。由于地域邪灵的存在，所以需要绕境行走祷告来破除邪灵的势力以利于福音传播。
这个概念的普及化，是源自Frank Peretti的作品，以及彼得·魏格纳的宣传。